# 鈴木治夫 (俳優)
鈴木 治夫（、1926年〈大正15年〉10月4日 - ）は、日本の元俳優。東京市本郷区出身。
鎌倉アカデミア卒。同期には加藤茂雄がいた。
東宝に専属し、専属制度が崩壊した後も1970年代末まで活躍していた。

## 出演作品

### 映画
- 生きる（1952年） - 衛星課受付職員
- 太平洋の鷲（1953年） - 労働者乙[7]
- 七人の侍（1954年） - 百姓
- 透明人間（1954年） - 矢島の乾分[8]
- 白夫人の妖恋（1956年） - 宋の役人
- 空の大怪獣 ラドン（1956年） - 人車乗場の炭鉱職員[1]（炭鉱夫[3]）、航空自衛隊幹部[9]
- 嵐の中の男（1957年） - 警官
- 最後の脱走（1957年） - とみ子を襲う兵隊
- 地球防衛軍（1957年） - 富士中央警察署の警官[要出典]
- 結婚のすべて（1958年） - 結婚式の進行係
- 変身人間シリーズ
  - 美女と液体人間（1958年） - 「ホムラ」の警官[要出典]
  - ガス人間第一号（1960年） - 双葉会館前の警官[要出典]
- 隠し砦の三悪人（1958年） - 火祭りの見張りの武士
- 戦国群盗伝（1959年） - 保名
- 愚連隊シリーズ
  - 独立愚連隊（1959年）
  - 独立愚連隊西へ（1960年）
  - どぶ鼠作戦（1962年） - 通訳の下士官
- 日本誕生（1959年） - 相模国の民[要出典]
- 宇宙大戦争（1959年） - 防衛警察の警官[要出典]
- 暗黒街の対決（1960年） - 荒神署の警官
- ふんどし医者（1960年） - 番頭
- 暗黒街の弾痕（1961年） - 警官
- 別れて生きるときも（1961年） - 闇市の髭の男
- モスラ（1961年） - 自衛隊員[要出典]
- 世界大戦争（1961年） - 大商証券社員、東京防衛司令部将校 [2役][要出典]
- 野盗風の中を走る（1961年） - 彦四郎
- 妖星ゴラス（1962年） - 新聞記者、政府関係者 [2役][要出典]
- 箱根山 (1962年)
- ゴジラシリーズ
  - キングコング対ゴジラ（1962年） - 大安丸船員[4]
  - モスラ対ゴジラ（1964年） - 自衛隊通信員[出典 3]
  - 怪獣大戦争（1965年） - 宇宙局局員[2][4]
  - ゴジラ・エビラ・モスラ 南海の大決闘（1966年） - 赤イ竹隊員[4]
  - 怪獣総進撃（1968年） - 統合防衛司令部将校[4]
  - ゴジラ・ミニラ・ガバラ オール怪獣大進撃（1969年） - 記者[4]
  - ゴジラ対ヘドラ（1971年） - 自衛隊幹部将校[出典 4]
  - メカゴジラの逆襲（1975年） - あかつき1号乗組員[10][4]
- 天国と地獄（1963年） - 刑事
- 戦国野郎（1963年） - 虚無僧
- 青島要塞爆撃命令（1963年） - 霊山島の島民[要出典]
- 林檎の花咲く町（1963年） - 老刑事
- 大盗賊（1963年） - 風神の四郎
- 江分利満氏の優雅な生活（1963年） - 通夜の客
- 女の歴史（1963年） - 増田礼一
- 海底軍艦（1963年） - 轟天建武隊軍曹[1]（轟天号乗組員[2][3]）、ムウ帝国人 [2役][要出典]
- 恐怖の時間（1964年） - 藤田
- ああ爆弾（1964年） - 洋服屋
- 君も出世ができる（1964年） - 羽田空港レストランの客
- 宇宙大怪獣ドゴラ（1964年） - 自衛隊員[要出典]
- 侍（1965年） - 浪士
- 肉体の学校（1965年） - 中年の客
- ここから始まる（1965年） - 父子寮の男
- 太平洋奇跡の作戦 キスカ（1965年） - 木曽の参謀[要出典]
- フランケンシュタイン対地底怪獣（1965年） - 記者、大学の研究員 [2役][要出典]
- けものみち（1965年） - 刑事
- 血と砂（1965年） - ゲリラ
- 悪の階段（1965年） - 亜東化学宿直員
- 100発100中（1965年） - ルボワの部下
- クレージー映画
  - クレージーの無責任清水港（1966年） - 次郎長の子分
  - クレージーだよ 奇想天外（1966年）- 国会の駐車場の警備員
  - 日本一のショック男（1971年） - デモの男
- 女の中にいる他人（1966年） - 旅館の客
- 狸シリーズ
  - 狸の王様（1966年） - 洋裁店の巡査
  - 狸の休日（1966年） - 巡査
- 奇巌城の冒険（1966年） - ペシルの門兵
- ゼロ・ファイター 大空戦（1966年） - ブイン基地の従兵
- フランケンシュタインの怪獣 サンダ対ガイラ（1966年） - 巡視艇の船員、東京の自衛隊員、医師 [3役][要出典]
- お嫁においで（1966年） - タクシーの客
- 落語野郎 大爆笑（1967年） - 呼び込み
- キングコングの逆襲（1967年） - ドクター・フーの手下[要出典]
- 東宝8.15シリーズ
  - 日本のいちばん長い日（1967年） - 横浜警備隊隊員
  - 日本海大海戦（1969年） - アジ演説の男、白襷隊 [2役][要出典]
  - 激動の昭和史 軍閥（1970年） - 東條邸引越し作業の男
  - 激動の昭和史 沖縄決戦（1971年） - 曹長[7]
- 乱れ雲（1967年）
- 首（1968年） - 奥村進
- 斬る（1968年） - 番頭
- 愛のきずな（1969年） - コロナの男
- 恋にめざめる頃（1969年） - 技師
- 死ぬにはまだ早い（1969年） - 警官
- 地獄変（1968年） - 側近の者
- 新選組（1969年） - 古高俊太郎
- 頑張れ! 日本男児（1970年） - 武道の教師
- 悪魔が呼んでいる（1970年） - 刑事
- 血を吸うシリーズ
  - 呪いの館 血を吸う眼（1971年） - 大学病院警備員
  - 血を吸う薔薇（1974年） - 警備員[11]
- 西のペテン師 東のサギ師（1971年） - 中井
- 父ちゃんのポーが聞える（1971年） - 稲垣
- 昭和ひとけた社長対ふたけた社員 月月火水木金金（1971年） - フロント係
- 王将（1973年） - 新聞記者
- 野獣狩り（1973年） - 録音係
- 日本沈没（1973年） - ヘリ操縦士[12][2]
- 華麗なる一族（1974年） - 阪神特殊鋼社員（組合幹部）
- ノストラダムスの大予言（1974年） - 警官A[7]
- 沖田総司（1974年） - 古高俊太郎
- 愛こんにちは（1974年） - 刑事
- 告訴せず（1975年） - 刑事
- 続・人間革命（1976年）
- 大空のサムライ（1976年） - A少佐[7]

### テレビドラマ
- 夫婦百景（NTV）
  - 第313話「ケチな夫婦」（1964年）
- ウルトラシリーズ
  - ウルトラQ（1966年、TBS）
    - 第2話「五郎とゴロー」 - 毎日新報記者[注釈 2]
    - 第11話「バルンガ」 - 毎日新報調査部係員
    - 第27話「206便消滅す」 - 刑事

  - ウルトラマン 第20話「恐怖のルート87」（1966年、TBS） - 大室公園飼育係
  - ウルトラセブン 第8話「狙われた街」（1967年、TBS） - 第四分署刑事
- 昔三九郎 第4話「詑証文」（1968年、NTV）
- マイティジャック 第11話「燃える黄金」（1968年、CX） - 新聞社社会部デスク
- 怪奇大作戦 第7話「青い血の女」（1968年、TBS） - サラリーマン
- 大忠臣蔵（1971年、NET） - 江戸藩士
- 荒野の素浪人（1972年、NET）
  - 第27話「死闘 賞金稼ぎの墓場」
  - 第41話「兇刃 襲われた山峡の宿」
- 飛び出せ!青春 第32話「友達だもの、信じるよ!!」（1972年、NTV）
- マドモアゼル通り 第4話「クリスマス大作戦」（1972年、YTV）
- 魔人ハンター ミツルギ 第8話「黒い悪魔が赤い血を呼ぶ!!」（1973年、CX） - チドリの父
- ジャンボーグA（1973年、MBS）
  - 第11話「壮烈!! 涙の一撃 - ドクロスキング登場 -」 - 健太の父
  - 第31話「氷の地獄へつっ走れ!」 - 航空防衛隊地下ミサイル基地司令[注釈 2]
- 剣客商売 第2話「女武芸者」（1973年、CX）
- へんしん!ポンポコ玉（1973年、TBS）
- 流星人間ゾーン 第3話「たたけ! ガロガの地底基地」（1973年、NTV） - 森田博士
- ファイヤーマン 第23話「宇宙指令 ファイヤーマンを殺せ!」（1973年、NTV） - 青谷吾作
- 太陽にほえろ!（NTV）
  - 第53話「ジーパン刑事登場!」（1973年） - 七曲署看守
  - 第83話「午前10時爆破予定」（1974年） - 大沢自動車修理工場長
  - 第115話「一枚の名刺」（1974年） - 検事
- スーパーロボット レッドバロン 第16話「鉄面党脱走犯E16号」（1973年、NTV） - 漁師
- 大江戸捜査網 第3シリーズ（12ch）
  - 第15話「大江戸残酷秘話」（1973年）
  - 第46話「おんな牢秘話」（1974年）
- 電人ザボーガー 第7話「危機一髪!! 燃える秘密刑事」（1974年、CX） - 科学研究所所長
- 日本沈没 第3話「白い亀裂」（1974年、TBS） - 刑事
- スーパーロボット マッハバロン 第15話「戦慄! スナイパーQ」（1975年、NTV） - 秋山誠二
- 少年探偵団（1976年、NTV）
  - 第18話「涙を流すマリア像」 - 徳兵衛
  - 第22話「天才少年ゴルファー危機」 - 老人